# Hausmann (tirolerisches Adelsgeschlecht)

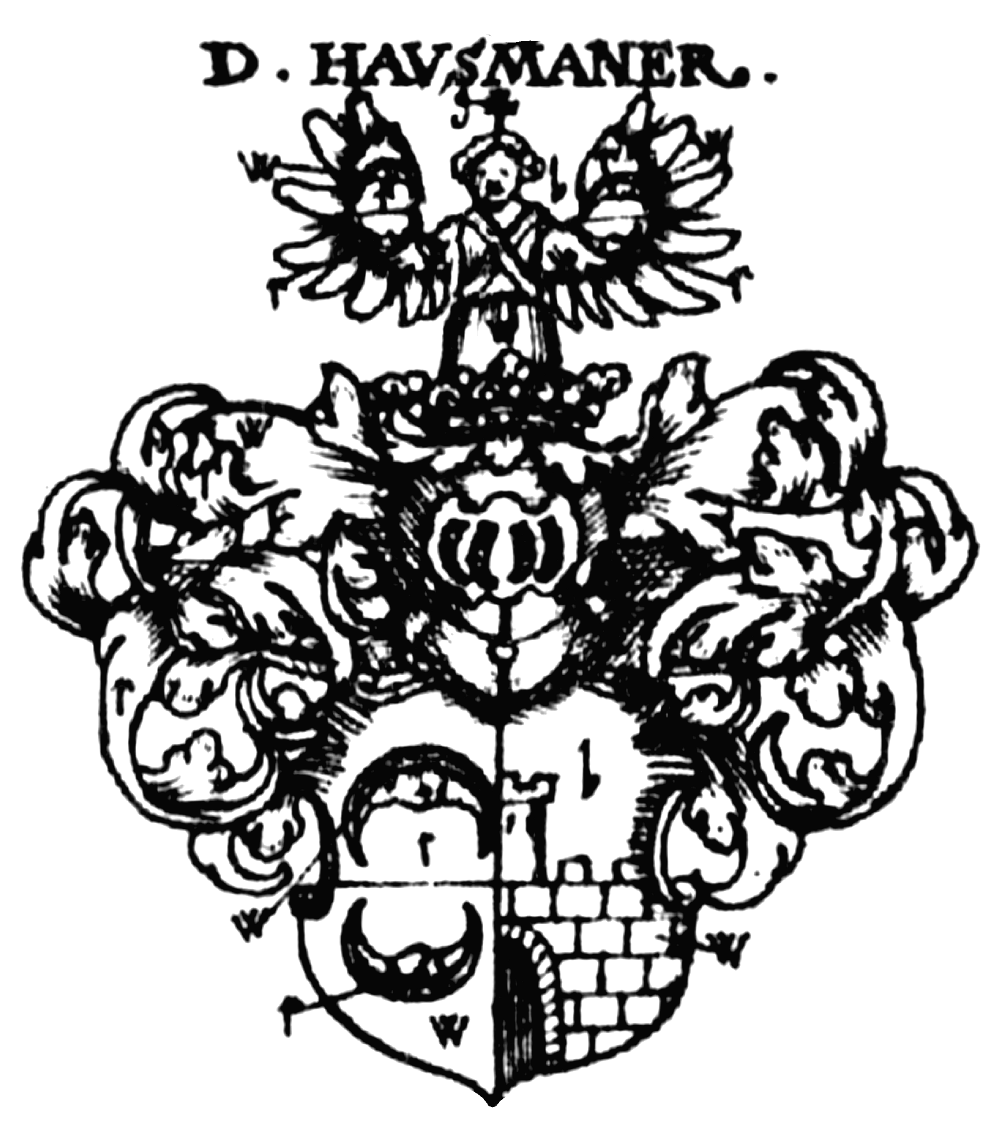
Wappen der Hausmann im Siebmacher von 1701

Hausmann, auch Hausmann von Stetten und Lanegg, ist der Name eines Tiroler briefadeligen Geschlechts, das 1577 in Reichsadelsstand und 1675 in den Freiherrenstand erhoben wurde. Die Familie ist zu unterscheiden von den rheinländischen und altmärkischen Adelsgeschlechtern Hausmann.

## Geschichte
Der Schriftsteller Beda Weber berichtete von einer alten Überlieferung nach dem die Familie vor dem 14. Jahrhundert aus Deutschland nach Tirol übersiedelt sein soll. Der im deutschen Sprachraum weit verbreitete Familienname Hausmann geht auf einen Dienstmann bzw. Vorstand eines Hauses zurück. 1380 waren die Brüder Matthäus und Ulrich Hausmann bei Salurn ansässig. Der Sohn von Ulrich Hausmann vermählte sich mit Katharina von Erdinger, einer Schwester des Bischofs von Brixen. Der aus der Ehe hervorgehende Sohn Blasius Hausmann lebte wie seine Vorfahren in Salurn und hinterließ den Sohn Paul Hausmann, der um 1430 Güter in Kortinig an der Etsch kaufte. 1439 erlangte er einen Wappenbrief. Durch die Ehe mit Margret Peringer erwarb der Sohn von Paul, Leonhard Hausmann, 1531 gewählter Tiroler Landtagsabgeordneter des Etschlandes, Grund und Boden in Margreid und den adligen Ansitz Stetten. Mit den Erbentöchtern Katharina von Goldegg und Christine von Helmsdorf kamen auch die Ansitze Greifenegg bei Prissian sowie Lanegg in Lana in Familienbesitz. Friedrich von Hausmann erlangte in Folge seiner Heirat mit Anna Elisabeth Freiin von Brandis das Pfandgericht und Schloss Stein unter Lebenberg. Hans Karl von Hausmanns Söhne wurden am 20. November 1577 von Kaiser Rudolph II. in den Reichsadelsstand erhoben, damit verbunden erhielten sie die Erlaubnis den Namen ihrer Schlösser und Edelsitze ihrem eigenen beizufügen. 1605 erfolgte die Eintragung in die Tiroler Landesmatrikel.
1634 wurde der Oberst Friedrich von Hausmann, der sich 1634 in der Schlacht bei Nördlingen auszeichnete von Kaiser Ferdinand III. mit einer Wappenänderung ausgezeichnet und am 1. September 1639 das Adelsdiplom von 1577 bestätigt. Kaiser Leopold I. erhob seinen Sohn Karl Franz von Hausmann am 12. November 1675 in den reichs- und erbländischen Freiherrenstand mit Vermehrung des Wappens der Ausgestorbenen Herren von Stetten. Reichsfreiherr Karl Franz von Hausmann wurde zum Stammvater aller späterer Sprossen des Geschlechts. 1702 kauften die Hausmann teilweise das Schloss Annenberg im Gericht Schlanders, mit dem sie 1712 vollständig belehnt wurden. Im 19. Jahrhundert blühte der Stamm in den Zweigen Meran (früher Margreid) und Bozen bzw. Salurn. Die Hausmann zu Meran besaßen im 19. Jahrhundert das sogenannte Ottmanngut unter den Wasserlauben sowie an der Vinschgauer Straße den Doblhof. Der Oberhaupt der ersten Linie war Joseph Emanuel Freiherr Hausmann zu Stetten, Freiherr zum Stein unter Lebenberg, Lanegg und Greifenegg (* 1797). Sein Sohn Freiherr Karl von Hausmann (* 1825) fungierte als Herr und Landmann in Tirol sowie k. k. Hauptmann. Oberhaupt der zweiten Linie war der Botaniker Freiherr Franz von Hausmann (1810–1878). Nach dem Tod seines Vaters übernahm die Verwaltung des Familienguts in Bozen. Sein Bruder Freiherr Anton von Hausmann (* 1816) war Gutsbesitzer in Salurn.

## Besitzungen

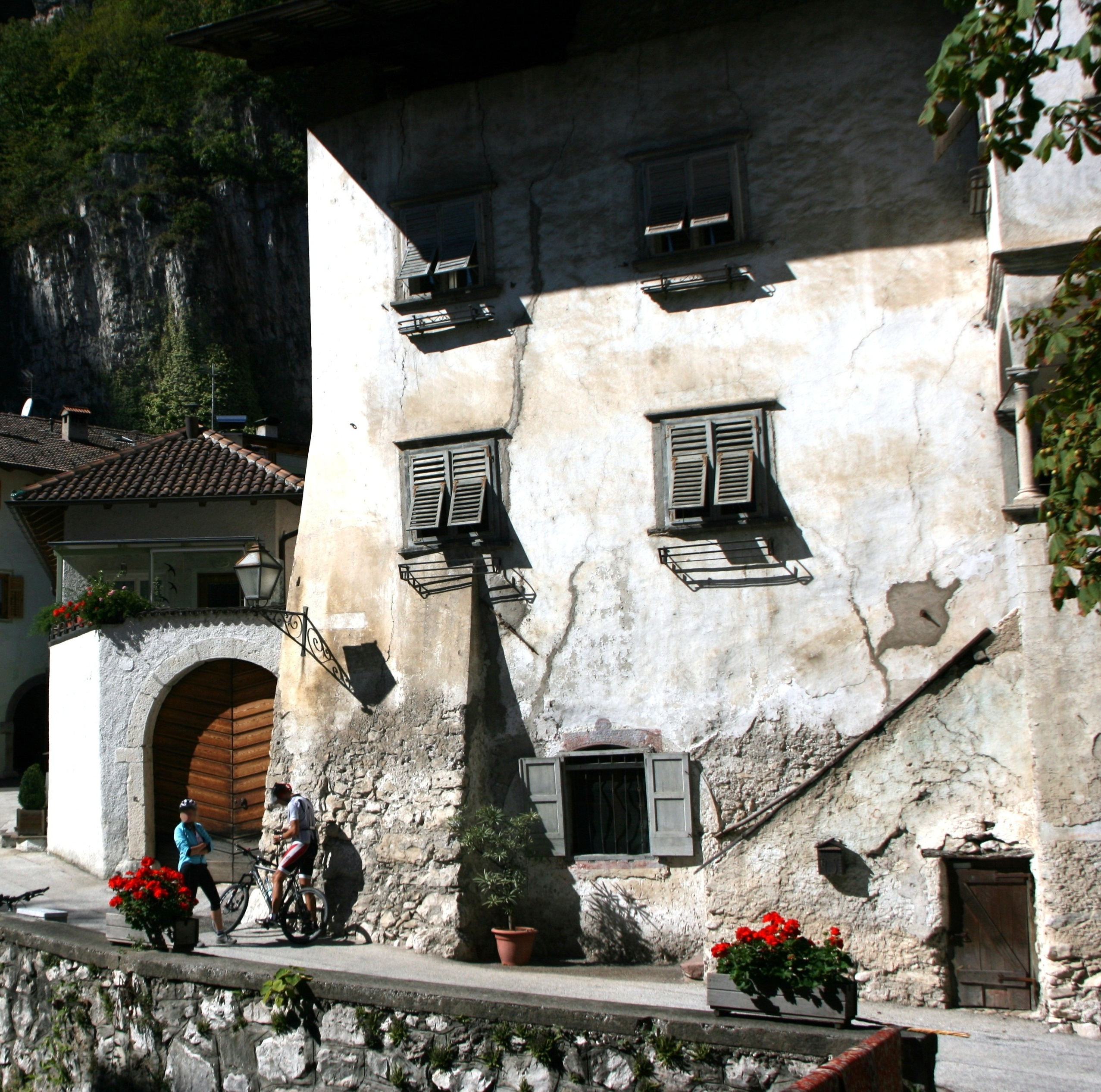
Ansitz Stetten
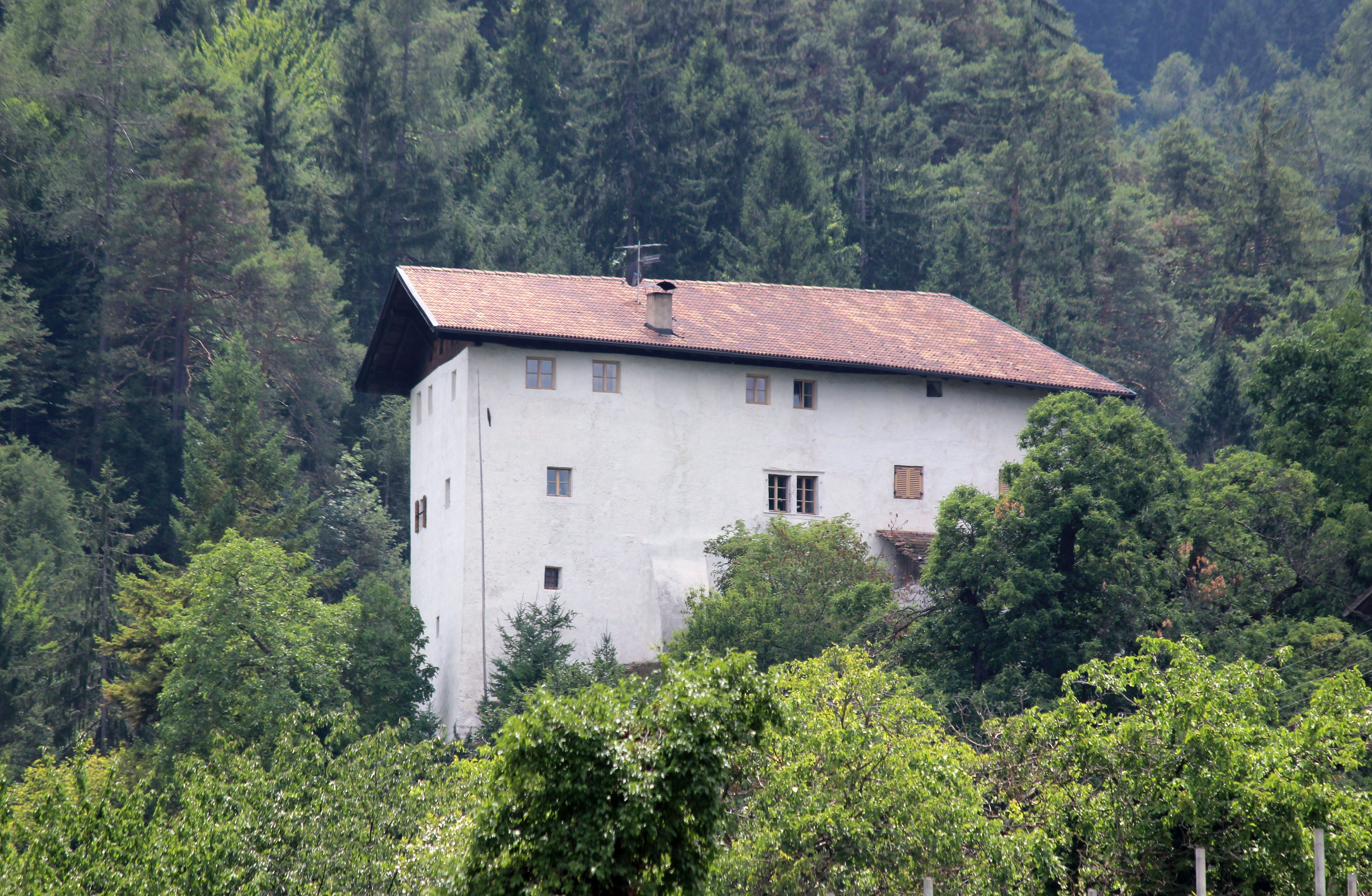
Ansitz Greifenegg
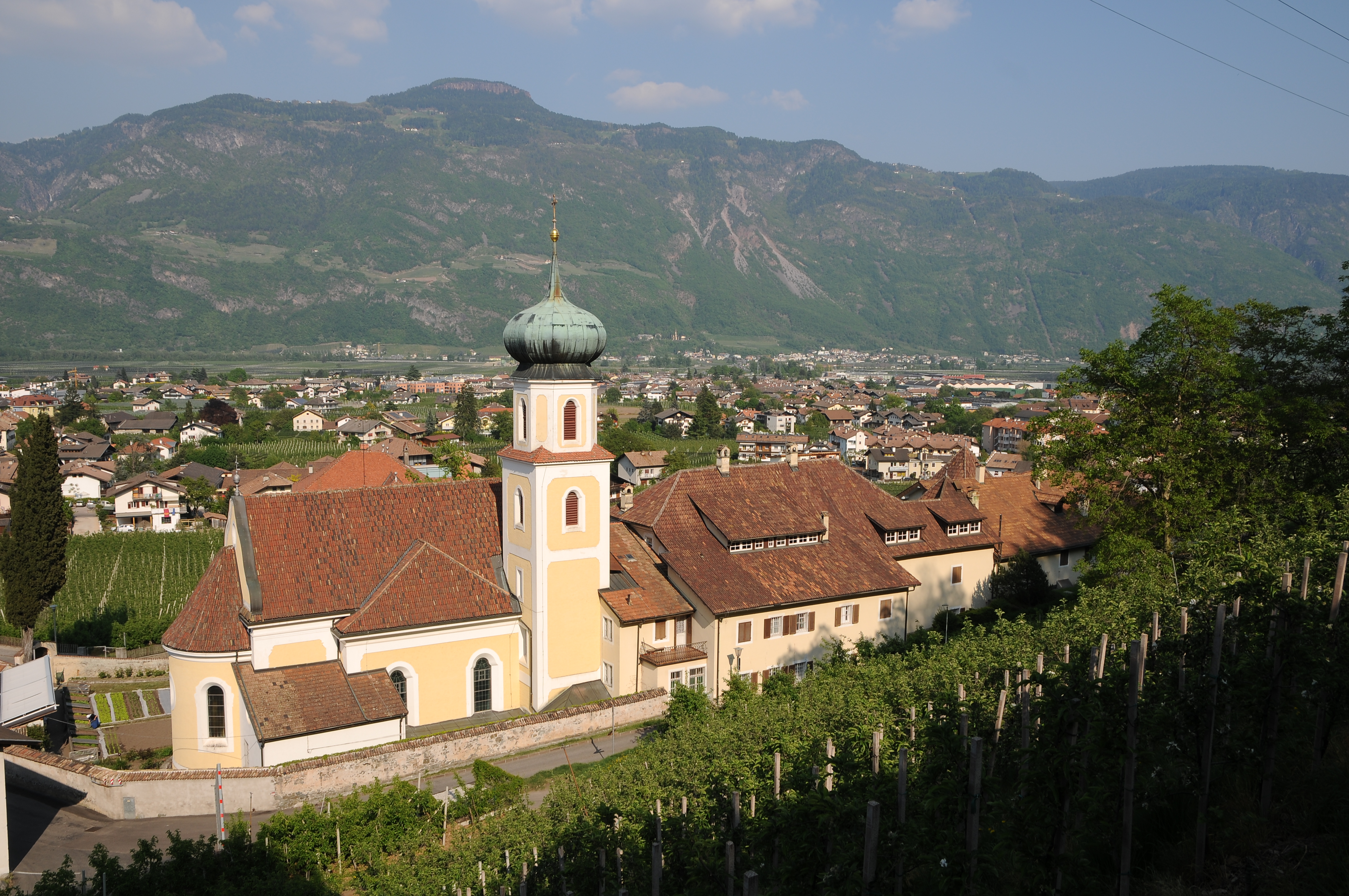
Ansitz Lanegg
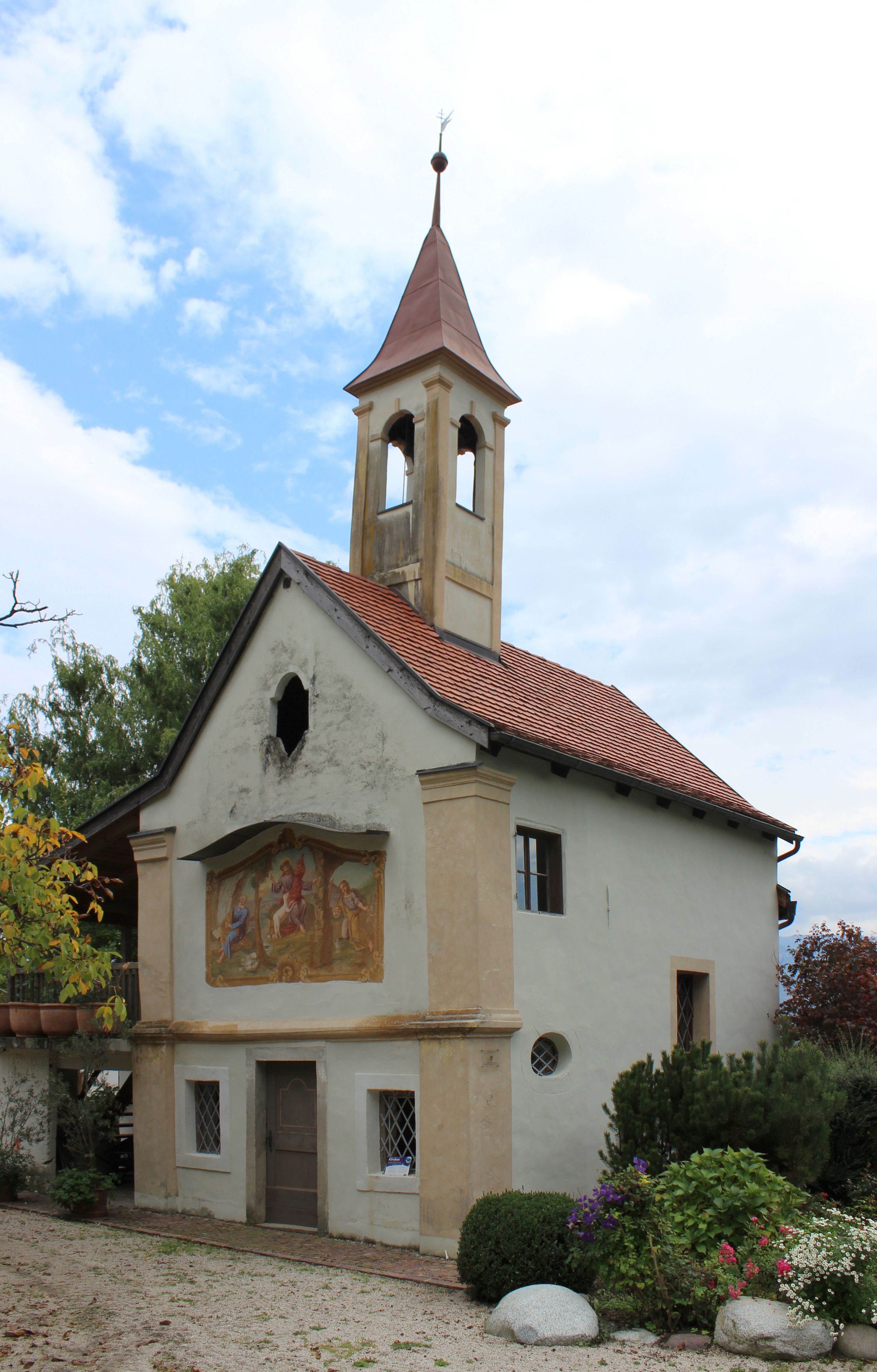
Gut Oberlehen
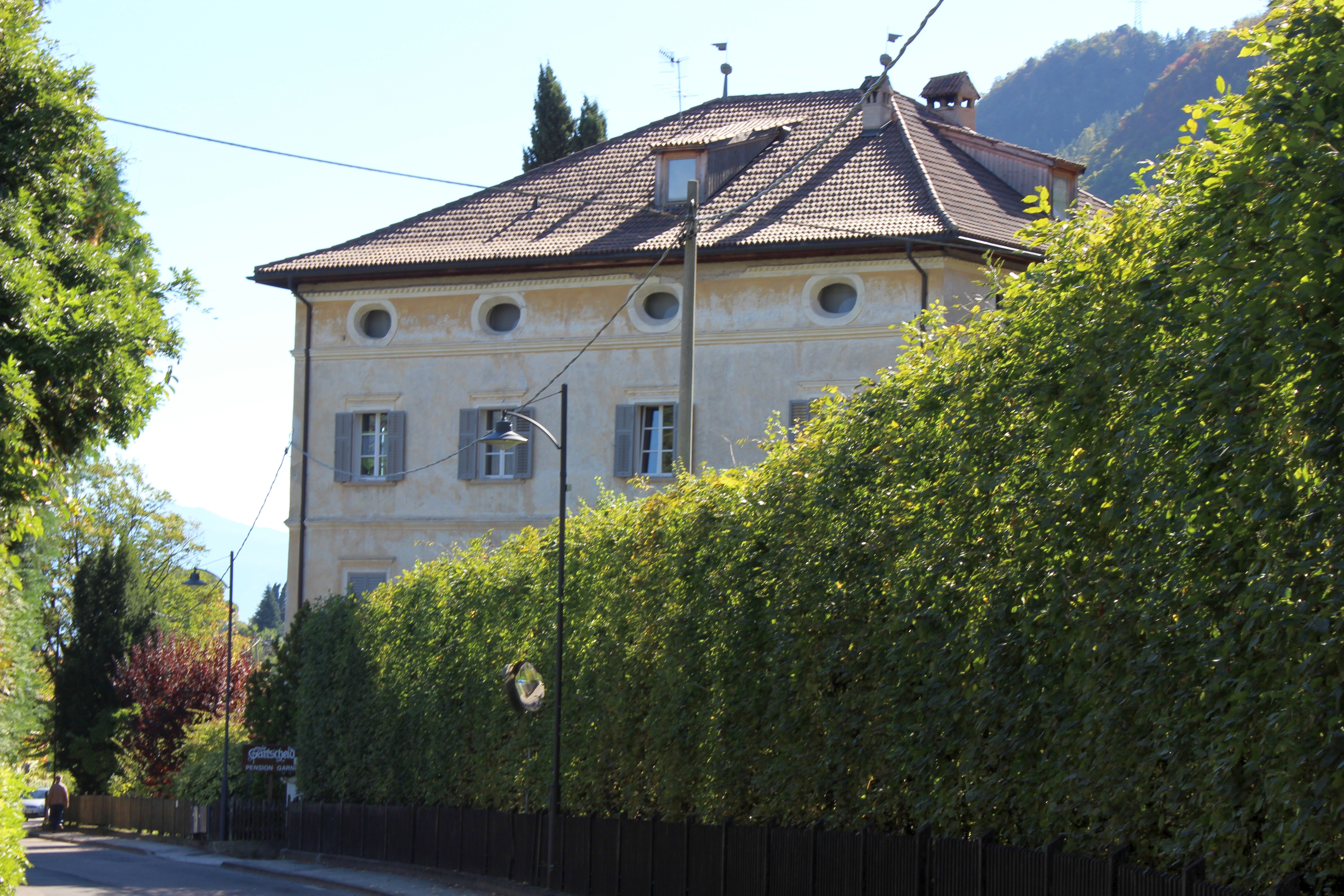
Ansitz Gartscheid
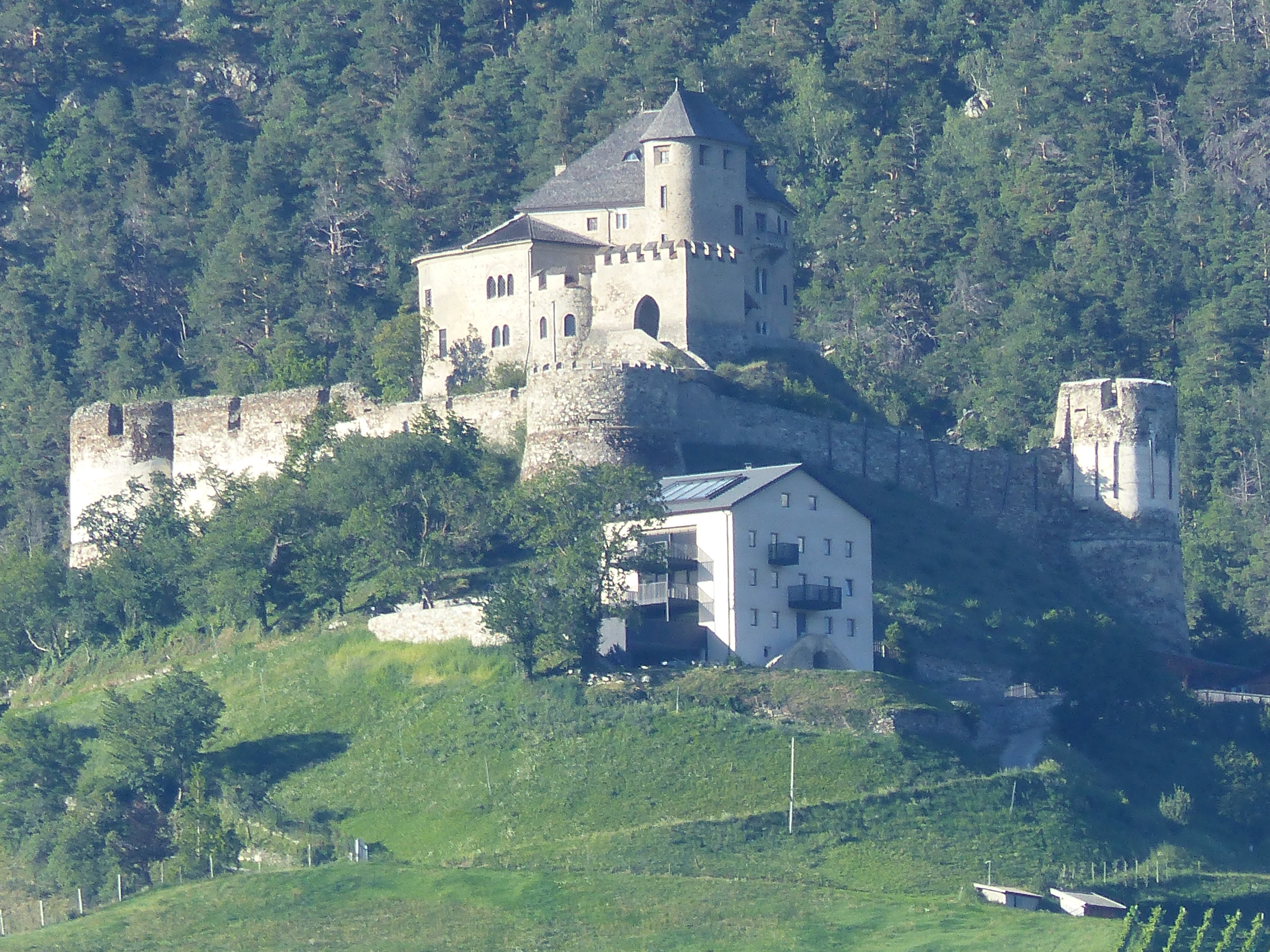
Schloss Annenberg
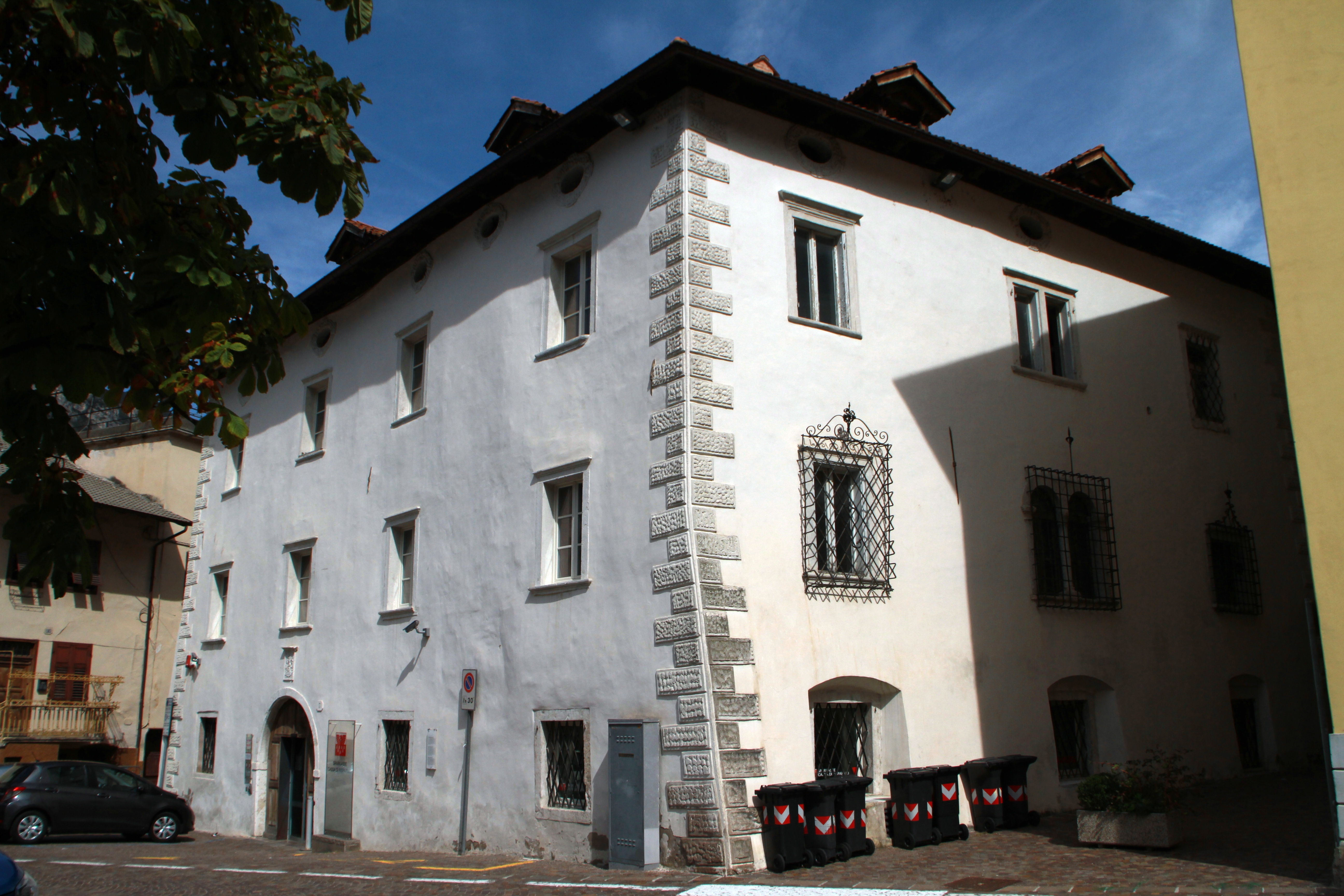
Ansitz Hausmann-Locherer
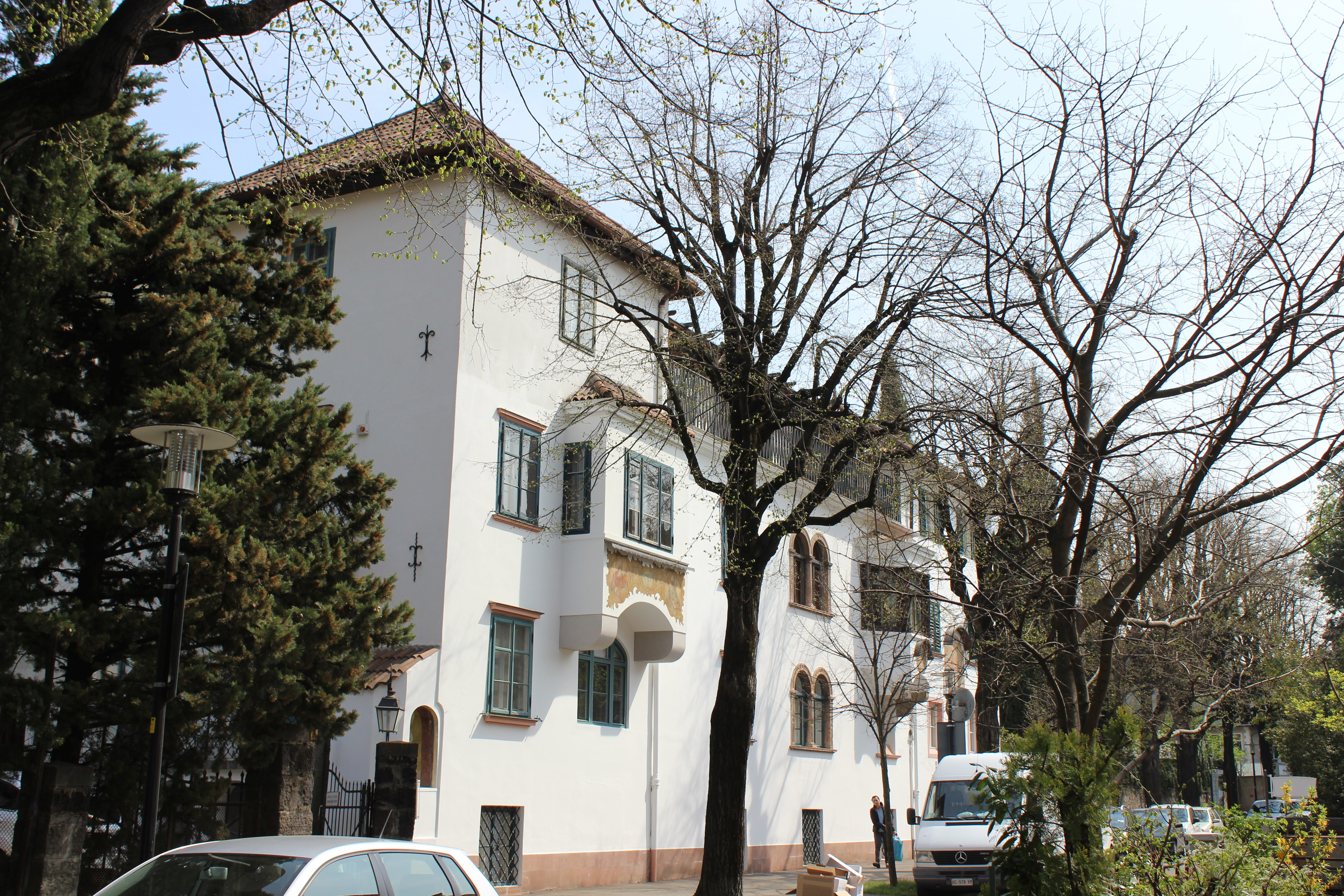
Ottmanngut
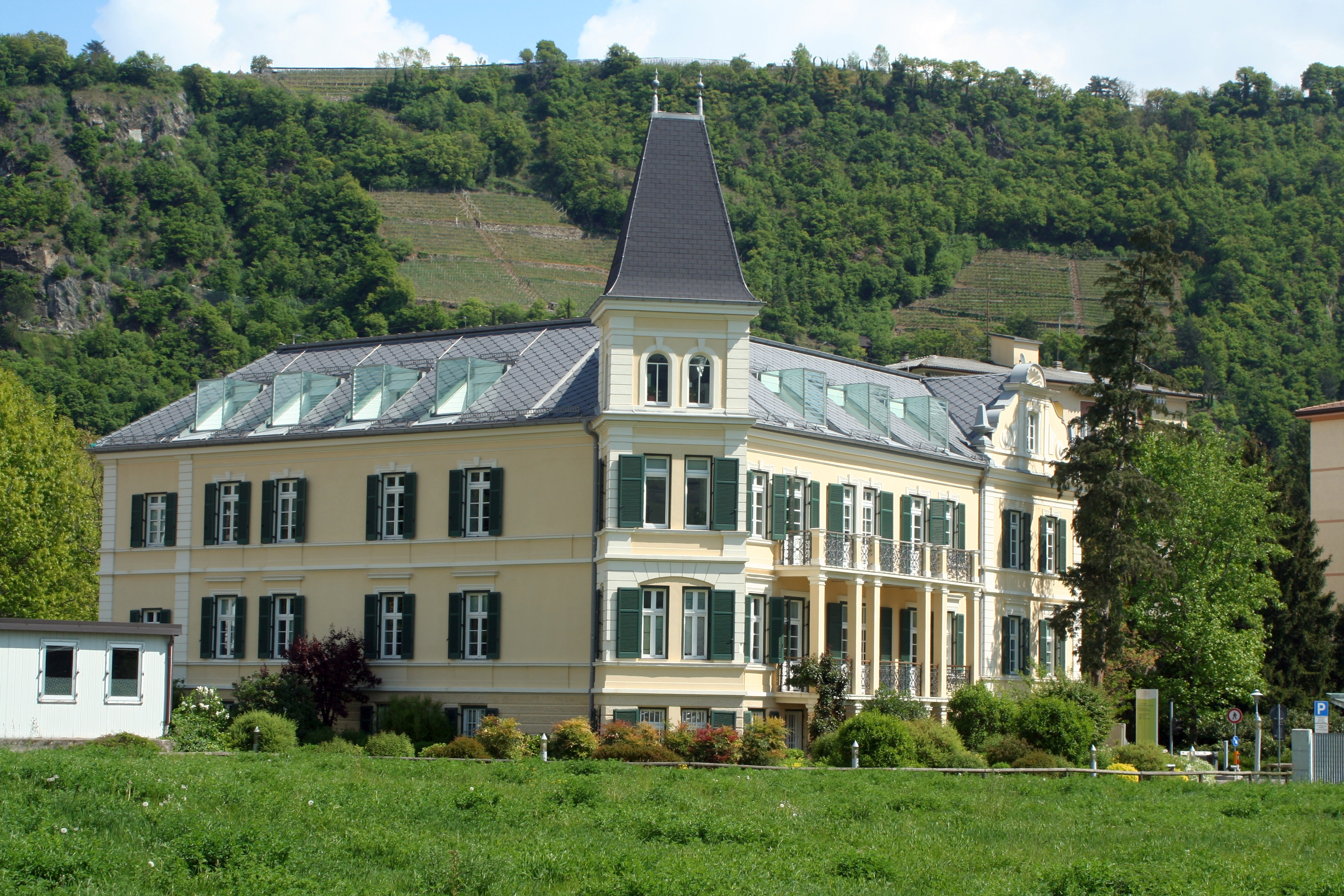
Toblhof

## Wappen
- Stammwappen: „Geteilt von Rot und Silber mit zwei gestürzten Monden in gewechselten Farben. Auf dem Helm ein Flug in Farben und Figuren des Schildes.“[3]
- Gemehrtes adliges Wappen von 1577: „Schild gespalten, vorne des Stammwappen, hinten an den Spalt angelehnt eine halbe Burg mit Torturm und Zinnen. Auf dem Helm ein wachsender silbern gekleideter Engel.“[4]
- Freiherrnwappen von 1675: Geviert und belegt mit von Silber und Rot gespaltenem Herzschild, darin zwei gegeneinander aufgerichtete Löwen gewechselter Farben, einen rot-silbern gesprenkelten viereckigen Marmorstein über sich haltend. Felder 1 und 4 das Stammwappen, 2 und 3 in Blau ein Silberner Pfahl (von Stetten). Drei Helme, auf dem rechten mit rot-silbernen Decken ein offener, von Rot und Silber übereckgeteilter Flug, auf dem mittleren mit rot-silbernen Decken die Löwen mit den Marmorsteinen, auf dem linken ein offener, mit einem silbernen Pfahl belegter blauer Flug.[5]

Wappenentwicklung

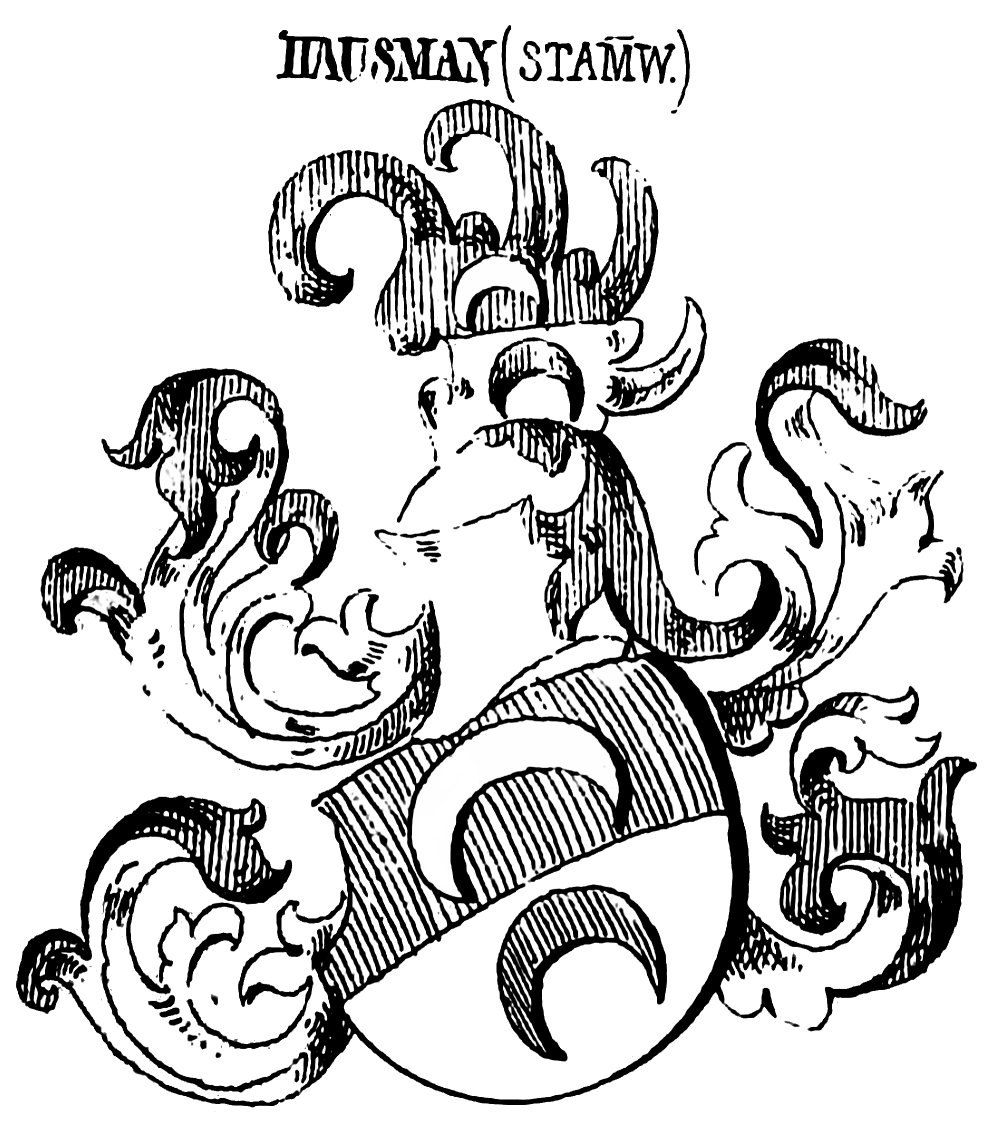
Stammwappen der Hausmann in Siebmachers Wappenbüchern
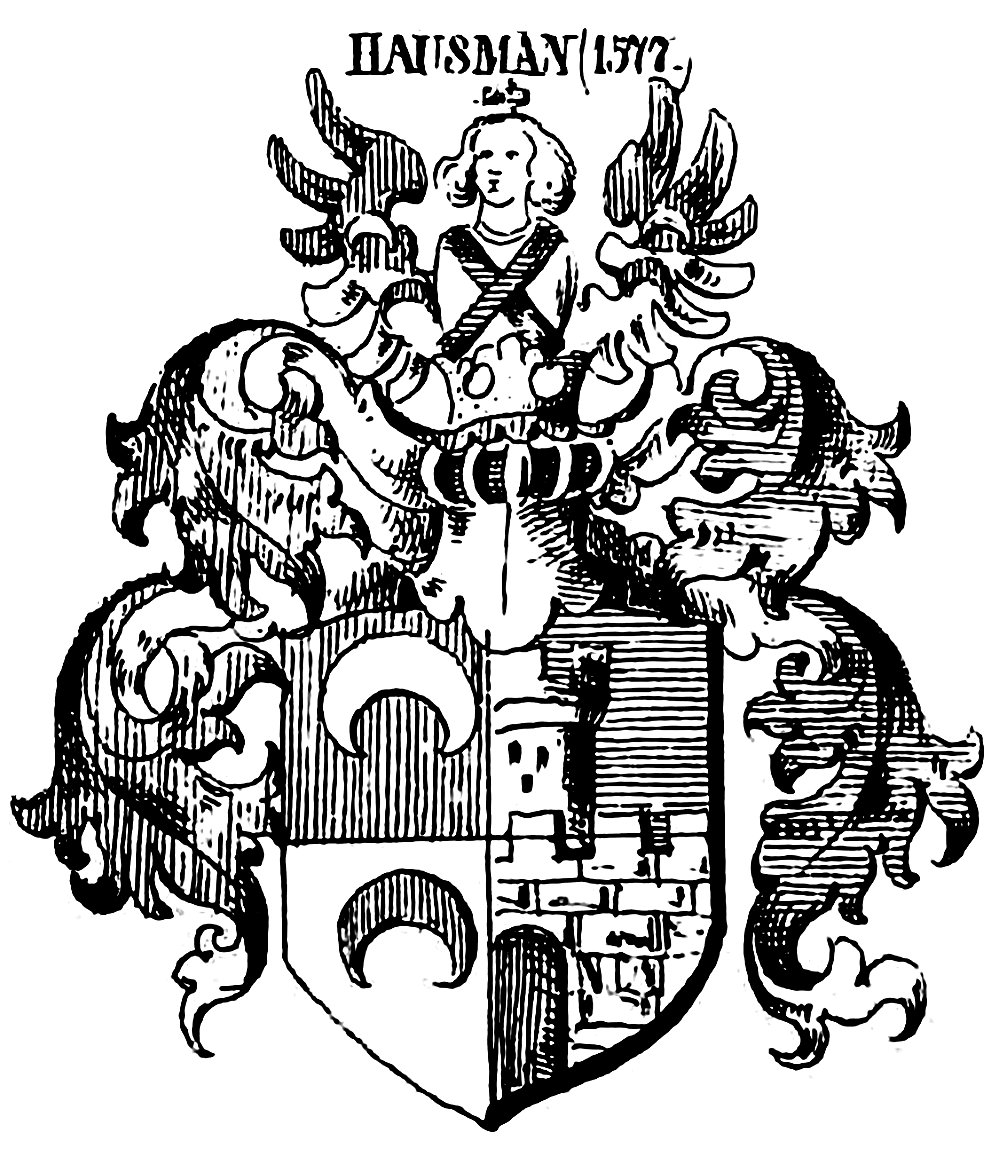
Gemehrtes Wappen derer von Hausmann von 1577 in Siebmachers Wappenbüchern
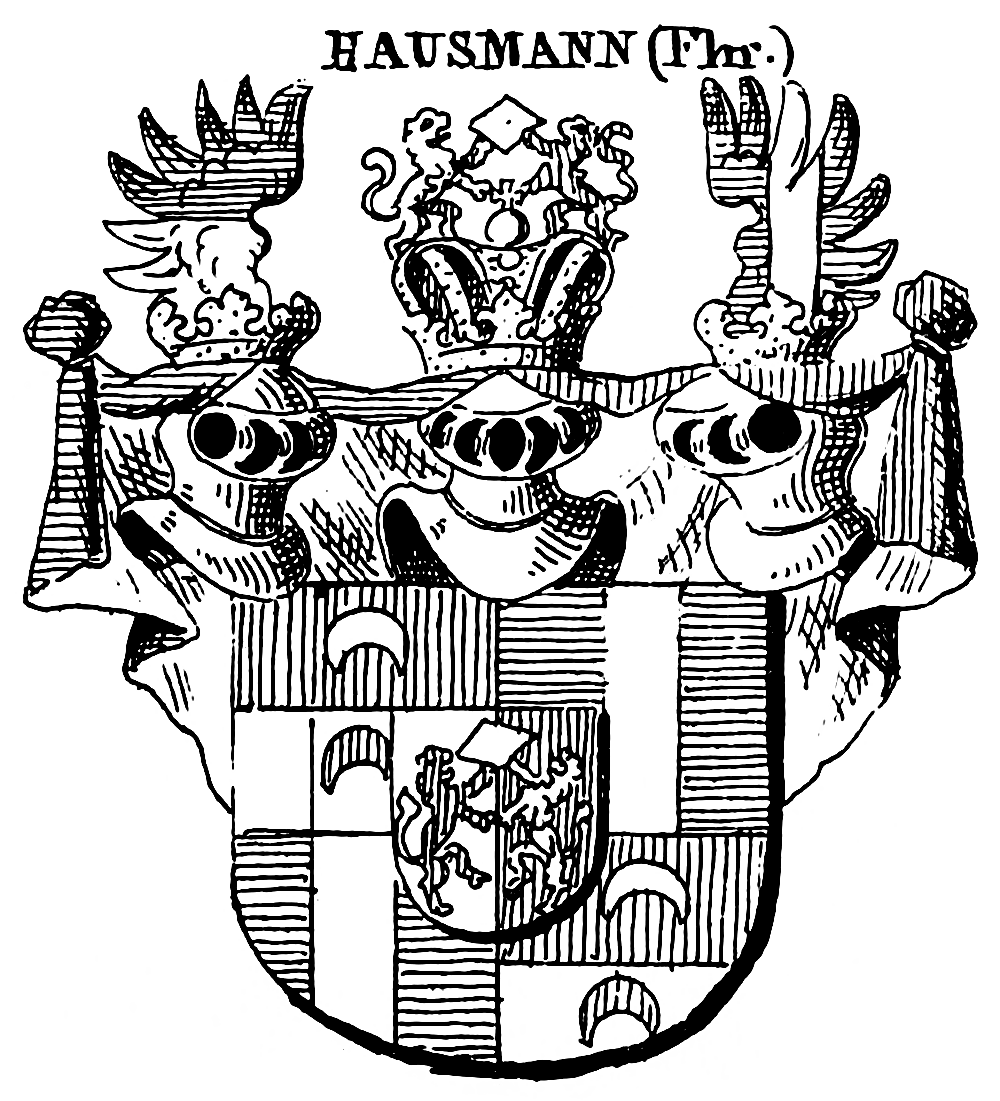
Wappen der Freiherren von Hausmann von 1675 in Siebmachers Wappenbüchern

## Genealogie
- Matthäus Hausmann († nach 1380)
- Ulrich Hausmann († nach 1380)
  - NN Hausmann; ⚭ 1385 Katharina von Erdinger
    - Blasius Hausmann; ⚭ NN
      - Paul Hausmann († 1496); ⚭ NN
        - Leonhard Hausmann, († nach 1531); ⚭ Margaretha Peringer
          - Christoph Hausmann; ⚭ Christina von Helmsdorf
            - NN Hausmann; ⚭ NN
              - Hans Karl Hausmann; ⚭ NN
                - Christoph Karl von Hausmann († nach 1577); ⚭ Katharina Recordin von Rein
                  - Friedrich von Hausmann († 1669); ⚭ Anna Elisabeth Freiin von Brandis
                    - Freiherr Karl Franz von Hausmann (* 1645); ⚭ Johanna Magdalena von Trojer[6]
                      - Freiherr Karl Felix Hausmann; 1.⚭ Maria Rosa Barbara Gräfin von Stachelburg; 2.⚭ Anna Brigitta Gräfin von Mohr
                        - Freiherr Franz Joseph Alwin von Hausmann; ⚭ Ursula Maria Freiin von Hausmann

                - Philipp Jakob von Hausmann († nach 1577)
                - Johann Christian von Hausmann († nach 1577)

### Linie Meran
- Freiherr Franz Joseph Alwin von Hausmann; ⚭ Ursula Maria Freiin von Hausmann
  - Freiin Anna von Hausmann († 1814); ⚭ Leopold von Vintler
  - Freiin Karoline von Hausmann († 1828); ⚭ Johann von Carnelli zu Ebenfeld
  - Freiin Aloisa von Hausmann; ⚭ 1809 Franz Lactanz Ritter von Chiny zu Etschfeld
  - Freiherr Sebastian Franz von Hausmann († 1823); 1.⚭ Karoline Freiin von Tschiderer von Gleiffheim; 2.⚭ Josepha Maria Anna Gräfin von Thun und Hohenstein
    - Freiherr Joseph Emanuel von Hausmann (* 1797); ⚭ Karoline von Plawenn († 1859)
      - Freiherr Carl von Hausmann (* 1825); ⚭ Emma Gräfin von Hohenwart zu Gerlachstein (* 1836)

### Linie Bozen
- Freiherr Karl Fortunat Ehrenreich von Hausmann; ⚭ Maria Josepha Franziska Gräfin von Fuchs zu Lebenberg
  - Freiherr Karl Franz von Hausmann; ⚭ Katharina von Trojer
    - Freiherr Franz Karl von Hausmann († 1828); ⚭ 1805 Eleonora von Egern zu Dürrenstein († 1845)
      - Freiherr Franz von Hausmann (1810–1878); 1.⚭ Theresia von Mayrl; 2.⚭ Emilie Plattner
      - Freiherr Johann von Hausmann (* 1812); ⚭ Elisabeth Kohl (* 1814)
      - Freiherr Anton von Hausmann (1816–1878); ⚭ Theresia von Sanin
        - Freiin Bertha Marie Gabriele (* 1865)[7]
        - Freiherr Friedrich von Hausmann (* 1860); ⚭ NN